# Amblyaspis golbachi
Amblyaspis golbachi är en stekelart som beskrevs av Peter Neerup Buhl 2003. Amblyaspis golbachi ingår i släktet Amblyaspis och familjen gallmyggesteklar. Inga underarter finns listade i Catalogue of Life.